# Dominique Boschero
Dominique Boschero (París, 27 de abril de 1937) es una actriz francesa-italiana.

## Biografía

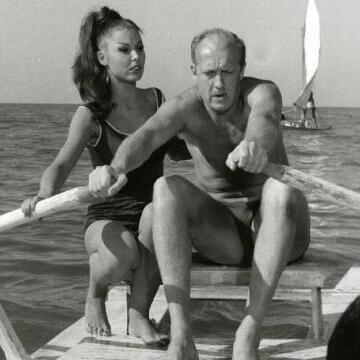
Boschero y Raimondo Vianello en Una domenica d'estate (1962).

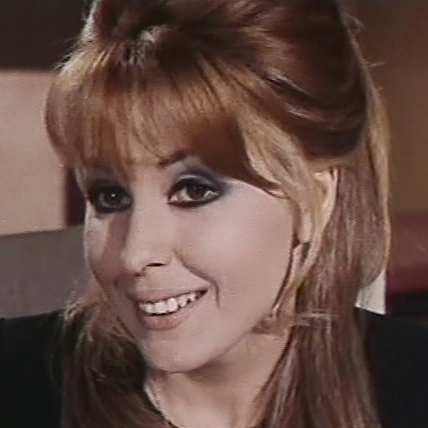
Boschero en Franco, Ciccio e le vedove allegre (1968).

Nacida en Francia, pasó su infancia en Italia, en Frassino, con sus abuelos hasta los 15 años, cuando regresó a París. En Francia trabajó primero como camarera en una clínica, luego como costurera y finalmente como modelo.
A los 18 años debutó en el escenario del music hall parisino La Nouvelle Eve y comenzó su carrera como actriz con pequeñas apariciones.
Tras una entrevista para el periódico italiano Epoca, los productores la notaron. Se trasladó de nuevo a Italia, donde se convirtió en una estrella del cine de género, con actuaciones ocasionales en papeles dramáticos y humorísticos.
En los años 1970 ralentizó sus actividades, retirándose después de 1975. Sin embargo, en 1989 reapareció en la telenovela italiana Passioni en Rai 1, el primer canal de televisión público de Italia.
Actualmente vive en Frassino.

## Vida personal
Inicia una relación sentimental con el actor italiano Claudio Volonté (hermano de Gian Maria Volonté), afectado por un escándalo de una supuesta bomba en el Vaticano. Este romance y la relación con el actor, que se suicidó en prisión, perjudicaron la carrera de la actriz.
También tuvo una relación sentimental con el cantante italiano Franco Califano.
Su hermano es el actor y productor de cine Martial Boschero.

## Filmografía seleccionada
- Women's Club (1956)
- The Bride Is Much Too Beautiful (1956)
- Un dollaro di fifa (1960)
- I soliti rapinatori a Milano (1961)
- The Hot Port of Hong Kong (1962)
- The Golden Arrow (1962)
- Ulysses Against the Son of Hercules (1962)
- Una domenica d'estate (1962)
- Mad Sea (1963)
- The Reunion (1963)
- The Swindlers (1964)
- The Secret of the Chinese Carnation (1964)
- Los mangantes (1964, no acreditada)
- Io uccido, tu uccidi (1965)
- Le spie uccidono a Beirut (1965)
- Le Lit à deux places (1965)
- Libido (1965)
- Spiaggia libera (1965)
- OSS 77 – Operazione fior di loto (1965)
- La donnaccia (1965)
- Ring Around the World (1966)
- Asalto a la corona de Inglaterra (1967)
- Fire of Love (1967)
- The Curse of Belphegor (1967)
- Un tren para Durango (1968)
- Franco, Ciccio e le vedove allegre (1968)
- Between God, the Devil and a Winchester (1968)
- The Unnaturals – Contronatura (1969)
- Los buitres cavarán tu fosa (1971)
- The Blonde in the Blue Movie (1971)
- Gang War (1971)
- La iguana de la lengua de fuego (1971)
- Todos los colores de la oscuridad (1972)
- Il sindacalista (1972)
- ¿Quién la ha visto morir? (1972)
- Il prato macchiato di rosso (1973)
- Me gusta mi cuñada (1974)
- Faccia di spia (1975)